# Megacheilacris graminicola
Megacheilacris graminicola är en insektsart som först beskrevs av Marius Descamps och Christiane Amédégnato 1971.  Megacheilacris graminicola ingår i släktet Megacheilacris och familjen Romaleidae. Inga underarter finns listade i Catalogue of Life.